# تانغو ميورا
تانغو ميورا (باليابانية: 三浦 天悟) (17 أبريل 1991 في أوكاياما في اليابان – )؛ هو لاعب كرة قدم كان يلعب كحارس مرمى.

## وصلات خارجية
- تانغو ميورا على موقع قاعدة بيانات كرة القدم.إي يو (الإنجليزية)
- تانغو ميورا على موقع Soccerway.com (الإنجليزية)